# Santa Rosa (kommun i Colombia, Bolívar, lat 10,45, long -75,33)
Santa Rosa är en kommun i Colombia.   Den ligger i departementet Bolívar, i den norra delen av landet, 700 km norr om huvudstaden Bogotá. Antalet invånare är 18 195. Arean är 154 kvadratkilometer.
Terrängen i Santa Rosa är platt åt sydväst, men åt nordost är den kuperad.